# Joseph Barcroft
Joseph Barcroft (1872 – 1947) è stato un fisiologo britannico.
Si dedicò allo studio dell'ossigenazione del sangue, della respirazione e dei centri respiratori cerebrali.

## Biografia
Laureatosi in medicina e in scienze nel 1896 all'Università di Cambridge, cominciò subito a studiare l'emoglobina, il pigmento rosso contenuto negli eritrociti (globuli rossi), che assorbe l'ossigeno inspirato dai polmoni e lo distribuisce a tutti i tessuti dell'organismo mediante la circolazione sanguigna.
Nel corso delle sue ricerche, spesso non esitò a fare egli stesso da cavia. Per esempio, al tempo della prima guerra mondiale, chiamato alla stazione sperimentale governativa di Porton (presso Salisbury) per compiere indagini sui gas asfissianti, si fece rinchiudere in un'atmosfera contenente il velenosissimo acido cianidrico; un'altra volta rimase sei giorni in una cassa di vetro allo scopo di calcolare il quantitativo minimo di ossigeno richiesto dall'organismo umano per sopravvivere; e in un'altra occasione si sottopose a basse temperature fino a congelarsi e cadere in stato di incoscienza.
Studiò anche la fisiologia dell'ossigenazione a grande altezza, e a questo scopo organizzò spedizioni sul picco di Teneriffa (1910), sul Monte Rosa (1911), sulle Ande peruviane (1922).
Dal 1925 al 1937 tenne a Cambridge la cattedra di fisiologia. Le sue ultime ricerche, iniziate nel 1933, riguardarono la respirazione fetale.
Nei primi due anni della seconda guerra mondiale fu chiamato di nuovo a Porton come consulente per la guerra chimica.
La testimonianza più importante del suo lavoro è il trattato la funzione respiratoria del sangue (1914 e 1928).